# El Haza de Riego
El Haza de Riego es una localidad y pedanía española perteneciente al municipio de Las Tres Villas, en la provincia de Almería. Está situada en la parte noroccidental de la comarca de Los Filabres-Tabernas. A 3 kilómetros del límite con la provincia de Granada, cerca de esta localidad se encuentran los núcleos de Escúllar y Piedras Blanca.

## Geografía física

### Ubicación
Se asienta en la falda sur de la sierra de los Filabres, a una altitud de 1721 m s. n. m. Dista 13 km de Escúllar, el núcleo urbano más cercano, y 78 km de la capital provincial.

### Clima
El clima según la clasificación climática de Köppen es Csa, también llamado Clima mediterráneo típico

## Naturaleza

### Geología
El pueblo se asienta sobre un terreno de rocas metamórficas.

### Zonas protegidas
Aunque no queda directamente dentro, sí que se encuentra muy cercano al Parque natural de la Sierra de Baza.

## Historia
El motivo de ser de esta localidad es la minería, que hasta mediados del siglo XX explotaba los recursos de la sierra de los Filabres. En concreto, las llamadas Minas del General, especializada en la extracción del cobre, daban empleo a los habitantes del lugar.

## Geografía humana

### Demografía
Datos de población de los últimos años, según el INE español:
| Gráfica de evolución demográfica de El Haza de Riego entre 2000 y 2023 |
|                                                                        |
| Datos según el nomenclátor publicado por el INE.                       |

### Comunicaciones

#### Conexiones
Carreteras
El Haza de Riego se dispone junto a la carretera AL-5405 que, hacia el sur la comunica con Escúllar y Abla, y la A-92; y hacia el norte con Caniles, a través del puerto de Escúllar.
Ferrocarril
La estación ferroviaria en servicio más cercana es la Estación de Fiñana.

## Política
El Haza de Riego forma parte del municipio de Las Tres Villas.

## Cultura
El Haza de Riego ha sido elegido por el ayuntamiento de la localidad como una de sus siete maravillas.

## Deporte

### Eventos deportivos
La Vuelta a España 2011 disputó su cuarta etapa por la carretera AL-5405 anteriormente citada.